# Mizuho (Gifu)
Mizuho (瑞穂市 Mizuho-shi?)  es una ciudad ubicada en Gifu, Japón. A 30  de noviembre de  2018, la ciudad tenía una población estimada de 54,686 y una densidad de población de 1900 personas por km², en 20866 hogares. El área total de la ciudad era de 28,19 kilómetros cuadrados (10,9 mi²).

## Clima
La ciudad tiene un clima caracterizado por veranos cálidos y húmedos e inviernos suaves (clasificación climática de Köppen Cfa). La temperatura media anual en Mizuho es de 15.1 °C. La precipitación media anual es de 1942 mm con septiembre como el mes más lluvioso. Las temperaturas son más altas en promedio en agosto, alrededor de 27.9 °C, y el más bajo en enero, alrededor de 4.1 °C.

## Demografía
Según los datos del censo japonés, la población de Mizuho ha aumentado rápidamente en los últimos 40 años. 
| Año del censo | Población |
| ------------- | --------- |
| 1970          | 21,236    |
| 1980          | 32,247    |
| 1990          | 40,074    |
| 2000          | 46,571    |
| 2010          | 51,950    |